# الشهيد البلخي
الشهيد البلخي (ت. 325 هـ) هو متكلم وفيلسوف وشاعر، من أهل بلخ. هو أبو الحسن بن الحسين الجهودانكى البلخي، المشهور بالشهيد. عاصر الأمير نصر بن أحمد الساماني وحظي لديه، وعاصر الشاعر رودكي. من آثاره: ديوان شعر يتضمّن اشعاراً بالعربية والفارسية. ومن أشعاره المنسوبة إليه بيت ورد على لسان حكماء اليونان يقول فيه :